# Syzygium hemisphericum
Syzygium hemisphericum är en myrtenväxtart som först beskrevs av Robert Wight, och fick sitt nu gällande namn av Arthur Hugh Garfit Alston. Syzygium hemisphericum ingår i släktet Syzygium och familjen myrtenväxter. Inga underarter finns listade i Catalogue of Life.